# Isola Raketa
L'isola Raketa (in russo остров Ракета, ostrov Raketa) è un'isola russa del gruppo delle isole di Dem'jan Bednyj che fanno parte dell'arcipelago di Severnaja Zemlja e sono bagnate dal mare di Kara.
Amministrativamente fa parte del Tajmyrskij rajon del Territorio di Krasnojarsk, nel Distretto Federale Siberiano.

## Geografia
L'isola si trova nella parte nord-occidentale dell'arcipelago, a una distanza di 8,2 km a nord-ovest dell'isola Komsomolets ed è situata al centro del gruppo di Dem'jan Bednyj. A nord-ovest di Raketa, a 1,7 km, si trova l'isola Utënok, mentre 1,4 km a est c'è l'isola Glavnyj.
Raketa ha una forma allungata, misura 1,2 km da nord a sud ed è larga circa 450 m; deve a questa forma il suo nome che in italiano significa "razzo" o "missile".